# 899
Năm 899 là một năm trong lịch Julius.

## Mất
- Triệu Hoằng Ân, ba của Tống Thái Tổ.